# Ioan James
Ioan Mackenzie James (häufig zitiert als I. M. James; * 23. Mai 1928; † 21. Februar 2025) war ein britischer Mathematiker, der sich mit Topologie beschäftigte. 

## Leben und Wirken
James besuchte die St Paul’s School in London und studierte dann mit einem Stipendium Mathematik an der Oxford University am Queen’s College bei J. H. C. Whitehead (dessen gesammelte Werke er 1962/63 herausgab), wobei er sich in Topologie spezialisierte und promovierte. 1954/55 war er an der Princeton University, an der University of California, Berkeley und am Institute for Advanced Study. 1956 war er Research Fellow am Gonville and Caius College der Cambridge University und 1957 wieder in Oxford, wo er bis 1969 Reader war und ab 1959 Senior Research Fellow des St John’s College. 1970 wurde er Savilian-Professor für Geometrie in Oxford und Fellow des New College. 1995 emeritierte er.
James beschäftigte sich insbesondere mit Homotopietheorie (zum Beispiel von Stiefel-Mannigfaltigkeiten, Sphärenbündeln), teilweise in Zusammenarbeit mit seinem Lehrer Henry Whitehead. Er war Herausgeber eines Aufsatzbandes zur Geschichte der Topologie, einer Standardreferenz.
James war seit 1968 Fellow der Royal Society. Er war Mitglied der London Mathematical Society, deren Schatzmeister er lange war und deren Präsident er von 1984 bis 1986 war. 1959 erhielt er deren Junior Berwick Prize und 1978 deren Senior Whitehead Prize. 1989 wurde er Ehrenprofessor der University of Wales. Er war Ehren-Fellow des St. John’s College in Oxford und Ehrendoktor der Universität Aberdeen. Seit ihrer Gründung 1962 war er Herausgeber der Zeitschrift Topology.

## Schriften
- The topology of Stiefel Manifolds (= London Mathematical Society Lecture Note Series. Band 24). Cambridge University Press, Cambridge u. a. 1976, ISBN 0-521-21334-7.
- General topology and homotopy theory. Springer, New York NY u. a. 1984, ISBN 0-387-90970-2.
- Topological and uniform spaces. Springer, New York NY u. a. 1987, ISBN 0-387-96466-5.
- Fibrewise topology (= Cambridge Tracts in Mathematics. Band 91). Cambridge University Press, Cambridge u. a. 1989, ISBN 0-521-36090-0.
- Introduction to uniform spaces. (= London Mathematical Society Lecture Note Series. Band 144). Cambridge University Press, Cambridge u. a. 1990, ISBN 0-521-38620-9.
- als Herausgeber: Handbook of algebraic topology. Elsevier, Amsterdam u. a. 1995, ISBN 0-444-81779-4.
- als Herausgeber und Mitautor: History of Topology. Elsevier, Amsterdam u. a. 1999, ISBN 0-444-82375-1.